# Maksim Pezjemskij
Maksim Pezjemskij (russisk: Максим Гелиевич Пежемский) (født 30. marts 1963 i Zeja i Sovjetunionen) er en sovjetisk filminstruktør og manuskriptforfatter.

## Filmografi
- Perekhod tovarisjja Tjkalova tjerez Severnyj poljus (Переход товарища Чкалова через Северный полюс, 1990)[2][3]
- Mama, ne gorjuj (Мама, не горюй, 1998)